# Las Vegas Film Critics Society Award per il miglior attore non protagonista
Il Las Vegas Film Critics Society Award per il miglior attore non protagonista è una categoria di premi assegnata da Las Vegas Film Critics Society, per il miglior attore non  protagonista dell'anno.

## Vincitori e candidati
I vincitori sono indicati in grassetto.
- 1997
  - Burt Reynolds - Boogie Nights - L'altra Hollywood (Boogie Nights)
- 1998
  - Jason Patric - Amici & vicini (Your Friends & Neighbors)
- 1999
  - Haley Joel Osment - Il sesto senso (The Sixth Sense)
  - John Malkovich - Essere John Malkovich (Being John Malkovich)
  - Delroy Lindo - Le regole della casa del sidro (The Cider House Rules)
  - Christopher Plummer - Insider - Dietro la verità (The Insider)
  - Alec Baldwin - Outside Providence (Outside Providence)
- 2000
  - Benicio del Toro - Traffic (Traffic)
  - Fred Willard - Campioni di razza (Best in Show)
  - Albert Finney - Erin Brockovich - Forte come la verità (Erin Brockovich)
  - Joaquin Phoenix - Il gladiatore (Gladiator) e Quills - La penna dello scandalo (Quills)
  - James Woods - Il giardino delle vergini suicide (The Virgin Suicides)
- 2001
  - Steve Buscemi - Ghost World (Ghost World)
  - Ian Holm - Il Signore degli Anelli - La Compagnia dell'Anello (The Lord of the Rings: The Fellowship of the Ring)
- 2002
  - John C. Reilly - Gangs of New York (Gangs of New York), The Hours (The Hours) e Chicago (Chicago)
- 2003
  - Sean Astin - Il Signore degli Anelli - Il ritorno del re (The Lord of the Rings: The Return of the King)
  - Ken Watanabe - L'ultimo samurai (The Last Samurai)
- 2004
  - Clive Owen - Closer (Closer)
- 2005
  - Matt Dillon - Crash - Contatto fisico (Crash)
- 2006
  - Djimon Hounsou - Blood Diamond - Diamanti di sangue (Blood Diamond)
- 2007
  - Javier Bardem - Non è un paese per vecchi (No Country for Old Men)
- 2008
  - Heath Ledger - Il cavaliere oscuro (The Dark Knight), assegnazione postuma
- 2010
  - Christian Bale - The Fighter
- 2015
  - Sylvester Stallone - Creed - Nato per combattere (Creed)